# Sobków (Jugów)
Sobków (niem. Liergrund) – część wsi Jugów w Polsce położona w województwie dolnośląskim, w powiecie kłodzkim, w gminie Nowa Ruda.

## Położenie
Sobków to część Jugowa, o długości około 1,2 km, położony w Sudetach Środkowych, w dolinie Jugowskiego Potoku, na wysokości 460–560 m n.p.m.

## Podział administracyjny
W latach 1975–1998 część wsi administracyjnie należała do województwa wałbrzyskiego.

## Historia
Sobków powstał w 1784 roku w ramach kolonizacji przeprowadzonej przez władze Prus. W 1793 roku utworzono tu kopalnię „Ferdinand”, co spowodowało szybki rozwój miejscowości. W 1825 roku było tu 17 budynków i folwark. W XIX i XX wieku kopalnia była kilkakrotnie zamykana i ponownie uruchamiana, jej zmienne koleje losu spowodowały, że dalszy rozwój Sobkowa został wstrzymany. W 1978 roku było tu 21 gospodarstw rolnych. Obecnie jest to integralna część Jugowa.

## Szlaki turystyczne
Przez Sobków przechodzi  szlak turystyczny z Nowej Rudy na Słoneczną.